# マキシー・ロング
マキシー・ロング（Maxwell Warburn "Maxey" Long、1878年11月16日 - 1959年3月4日）は、アメリカ合衆国の陸上競技選手である。彼は、パリオリンピック（1900年）の男子400メートル競走で金メダルを獲得した。

## 経歴
ロングは、1898年から1900年にかけてNCAA主催の大会で3回優勝している。1899年にIC4A（Intercollegiate Association of Amateur Athletes of America）で440ヤード、AAUの220ヤードに優勝し、1900年にはAAUの100ヤードに勝利した。このような実績から、ロングはパリオリンピックの優勝候補の本命に挙げられた。
オリンピックの400m決勝レースでは、ロングはスタートからフィニッシュまでレースを終始リードし、同僚のウィリアム・ホランドを2.7メートル引き離して金メダルを獲得した。
その年の後半に、ロングは幾つか輝かしい記録を作った。9月29日に、440ヤードで47秒8の記録を打ちたてた。その数日後には、47秒0の記録を出したが、後者でのコースは直線コースであった。